# Ирина Гаттилузио
Ирина Гаттилузио (урожд. Евгения; XIV век — 1 января 1440) — византийская императрица, супруга императора Иоанна VII Палеолога.
Происходила из и знатного генуэзского рода Гаттилузио. Дочь Франческо II Гаттилузио, сеньора Лесбоса, внука византийского императора Андроника III по материнской линии. О её матери и дате рождения ничего неизвестно. При рождении получила имя Евгения.
Приблизительно в 1397 году становится женой Иоанна Палеолога. Тогда же принимает православие и берёт имя Ирина. В 1399 году её муж неожиданно занимает трон под именем Иоанна VII. В то же время Ирина-Евгения получает титул императрицы. Их единственный сын Андроник (иногда называемый Андроником V) умер малолетним.
В 1403 году брат Иоанна VII Мануил II изгоняет его из Константинополя, но тот сохраняет титул соимператора и получает резиденцию в Фессалониках (также во владениях оказался остров Лемнос). Вместе с мужем там поселяется и Ирина. В дальнейшем отношения супругов с Мануилом II улучшаются. В 1408 году после смерти мужа Ирина становится монахиней. Умерла в 1440 году и похоронена в монастыре Пантократора в Константинополе.